# صناعة الأنمي

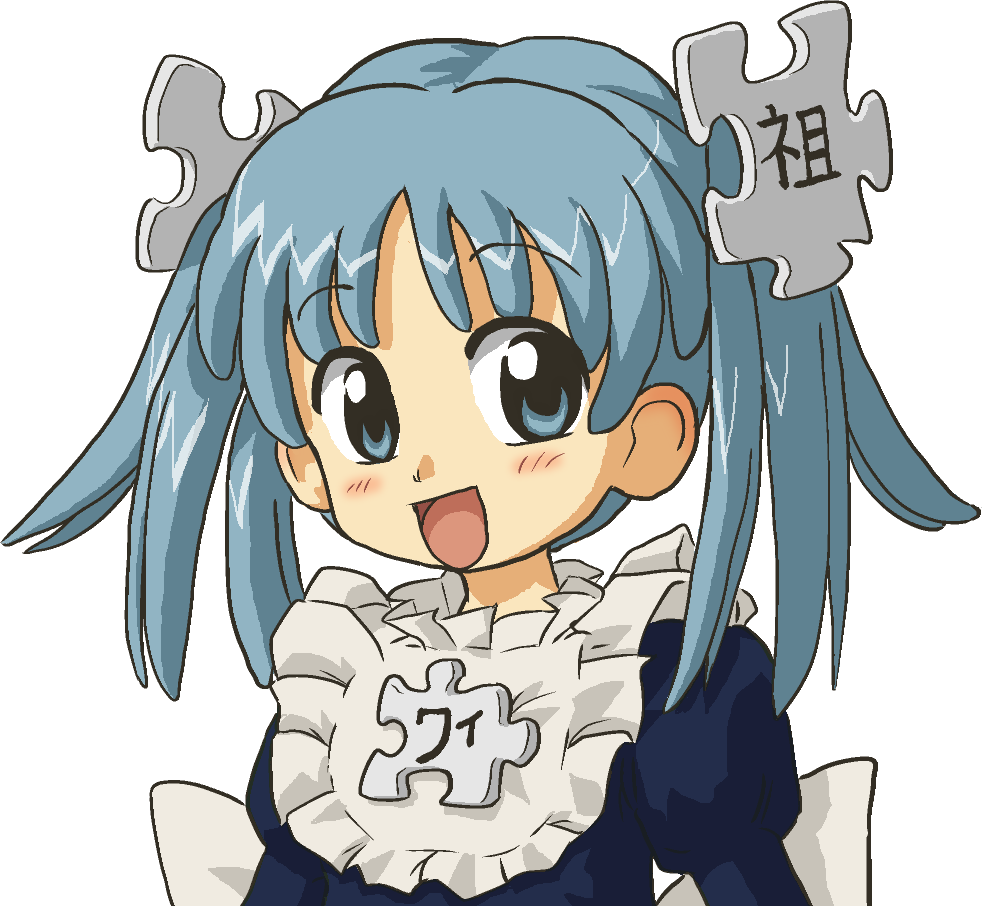
شكل رسم الأنمي

لقد نمت صناعة الأنمي بشكل ملحوظ في السّنوات القليلة الماضية، خصوصًا خارج اليابان. وهي تنتشر بسرعة خارج العالم، مع ارتفاع ملحوظ في العديد من التسجيلات للمسلسلات والأفلام وغيرها.